# Studienfinanzierung
Studienfinanzierung ist die Finanzierung eines Studiums an einer Universität, Hochschule oder Fachhochschule.

## Studienfinanzierung in Deutschland
Umfassende Zahlen zur Studienfinanzierung werden jährlich durch das Deutsche Studentenwerk erhoben und in dessen Sozialerhebungen publiziert. Insbesondere nach der Einführung von Studiengebühren an vielen deutschen Universitäten im Jahr 2006, welche bis 2014 in allen Bundesländern wieder abgeschafft worden sind, wurden sowohl von staatlicher Seite als auch von Banken zahlreiche Finanzierungspläne vorgestellt.
Einer Studie des deutschen Studentenwerks gemäß sind die Kosten des Studiums je nach Studienfach, Studienort und Lebensweise des Studenten individuell unterschiedlich. Hauptausgabenblöcke der Studenten sind: Kosten der Unterkunft, allgemeine Lebenshaltungskosten (Kosten für Lebensmittel, Konsumgüter und Dienstleistungen einschließlich Verkehr, Gesundheit und Freizeit) sowie eigentliche Kosten des Studiums (z. B. für Studiengebühren oder Lernmittel).
Durchschnittlich stehen jedem Studenten monatlich 918 Euro zur Verfügung. Hamburg liegt mit 1.023 Euro im Schnitt auf Platz 1, während Sachsen mit durchschnittlich 798 Euro im Bundesvergleich das Schlusslicht bildet. Die Quellen dieser Geldmittel sind hauptsächlich Mittel der Eltern (51 %), Studentenjobs (26 %) und Förderungen gemäß BAföG (12 %) sowie zu kleinen Anteilen Stipendien, Bildungsfonds oder Bildungskredite (insgesamt 12 %).

### Staatliche Fördermittel
(Siehe auch Bundesausbildungsförderungsgesetz)
Zur Studienfinanzierung in Deutschland gibt es von staatlicher Seite als BAföG bezeichnete Förderungen im Rahmen des Bundesausbildungsförderungsgesetzes. Weitere Leistungen im Rahmen dieses Gesetzes sind Stipendien und Bildungskredite.

#### BAföG
Das BAföG dient dem Grundgedanken der Chancengleichheit und stellt als Ausbildungsförderung finanzielle Mittel für den Lebensunterhalt und die Ausbildungskosten zur Verfügung. Die Höhe des BAföG-Satzes orientiert sich dabei am Einkommen der Eltern. Eine Ausnahme bildet hierbei die elternunabhängige Ausbildungsförderung. Zudem ist seit 2008 ebenfalls ein komplett im europäischen Ausland absolviertes Studium mittels BAföG förderfähig.
Das BAföG ist eine Kombination zu gleichen Teilen aus einem Zuschuss und einem zinslosen Darlehen, wobei höchstens 10.010 Euro zurückgezahlt werden müssen. Bis auf wenige Ausnahmen werden Studenten bis zum Ende der Regelstudienzeit gefördert. Bachelor- wie auch Masterstudiengänge werden dabei unabhängig voneinander betrachtet. Der BAföG-Satz berechnet sich anhand von pauschalen Bedarfssätzen. 2019 lag der Höchstsatz für ein Studium bei 853 Euro pro Monat, zum Wintersemester 20/21 wird er auf 861 Euro angehoben. 25 % aller Studenten erhalten eine Förderung nach dem BAföG-Gesetz.
2018 wurden insgesamt 1,9 Milliarden Euro an ca. 384.000 Studenten ausgezahlt. Damit liegt die durchschnittliche Förderungssumme bei 5.000 Euro pro Student.
Die finanzielle Unterstützung durch das BAföG ist an bestimmte Bedingungen geknüpft. Die meisten Studenten verlieren ihren Anspruch auf Ausbildungsförderung, wenn sich ihre Studienzeit verlängert, sie den Studiengang wechseln oder das Studium gar abbrechen, um zum Beispiel eine Ausbildung zu beginnen.

#### Bildungskredit
(siehe auch Bildungskredit)
Der Bildungskredit ist ein zinsgünstiges Angebot der Bundesregierung, welches in fortgeschrittenen Phasen der Ausbildung in Anspruch genommen werden kann. Die Bewilligung erfolgt unabhängig vom eigenen Einkommen und Vermögen. Auch das Einkommen der Eltern oder Ehepartner werden nicht berücksichtigt.
Im Rahmen des Bildungskreditprogramms können Studenten bis zu 7.200 Euro in Form von Einmalzahlungen bis 3.600 Euro und maximal 24 monatlichen Zahlungen von höchstens 300 Euro erhalten. Auch eine Kombination mit anderen Finanzierungen ist möglich.
Der Antrag wird beim Bundesverwaltungsamt in Köln gestellt, die Abwicklung übernimmt die KfW.

### Private Finanzierung
Viele Studenten in Deutschland finanzieren sich ihr Studium mit Hilfe von privaten Mitteln. Etwa 86 % der Studenten erhalten eine finanzielle Unterstützung durch ihre Eltern. Im Durchschnitt beträgt die Unterstützung 541 Euro pro Monat. Eigene Arbeit trägt bei 61 % der Studenten zur Studienfinanzierung bei, hier werden durchschnittlich 385 Euro erwirtschaftet.
Eine Möglichkeit für Studenten ihr Einkommen aufzubessern ist der Minijob. Es können bis zu 450 Euro monatlich steuer- und sozialversicherungsfrei verdient werden, auch neben dem Bezug von BAföG und Kindergeld. Der allgemeine Steuerfreibetrag liegt bei 9.408 Euro jährlich. Auch studentischen Mitarbeitern muss der Mindestlohn in Höhe von aktuell 9,35 Euro pro Stunde gezahlt werden. Davon ausgenommen sind Pflichtpraktika, Löhne im Rahmen eines dualen Studiums oder Praktika mit einer Höchstdauer von drei Monaten.
Studenten können in der Regel bis zu 20 Stunden pro Woche arbeiten, ohne ihren Studentenstatus zu verlieren. Während der Semesterferien sind auch mehr Stunden erlaubt. Hier spricht man dann von einer Werkstudententätigkeit oder einem studentischen Mitarbeiter. Als Werkstudent werden ebenfalls keine Steuern und Sozialabgaben gezahlt. Lediglich ein Beitrag zur Rentenversicherung ist obligatorisch. Eine Werkstudententätigkeit hat jedoch ggf. Auswirkungen auf die Mitgliedschaft in der familiären Krankenversicherung und auf die Höhe des gezahlten BAföGs. Auf die Zahlung des Kindergeldes hat ein Einkommen über 450 Euro im Monat keine Auswirkungen, solange das Studium nicht abgeschlossen ist.

### Studienkredite
(siehe auch Studienkredit)
Früher haben verschiedene Banken Kredite für Studenten angeboten. Mittlerweile hat sich das Angebot sehr stark ausgedünnt und bis auf ein paar lokale Angebote ist die KfW mit ihrem Studienkredit alleine auf dem Markt vertreten. Die meisten Banken haben ihr eigenes Angebot eingestellt und fungieren nun nur noch als Vermittler von KfW-Krediten.
Für Studienkredite sind ebenso wie bei „normalen“ Krediten Zinsen fällig. Auch die Rückzahlung beginnt meist zu einem fixen Zeitpunkt ohne viel Spielraum. Die Besonderheit bei Studienkrediten liegt darin, dass die festgelegte Kreditsumme in monatlichen Raten ausgezahlt wird. Auch die Auszahlsumme ist in einem gewissen Rahmen flexibel anpassbar. Die Zinsen für den Kredit sind entweder zum Zeitpunkt der Rückzahlung fällig oder werden schon während der Auszahlphase getilgt.
Mit Hilfe von Krediten können Studenten auch kleine Finanzierungslücken schließen. So werden Kredite beispielsweise nicht auf das BAföG angerechnet und können davon unabhängig gewährt werden.

### Stipendien
(Siehe auch Stipendium)
Stipendien sind eine weitere finanzielle Bildungsförderung, bei der das Geld nicht zurückgezahlt werden muss. Es gibt Stipendien, bei denen der Student einmalige oder auch regelmäßige Zahlungen über einen festen Zeitraum erhält. In Deutschland gibt es rund 2.300 verschiedene Stipendiengeber.
Um ein Stipendium zu erhalten, sind nicht zwangsläufig überdurchschnittlich gute schulische oder akademische Leistungen erforderlich. Die diversen Stipendiengeber haben jeder eigene Kriterien und Voraussetzungen für die Vergabe ihrer Förderungen. So kann das soziale oder politische Engagement, der Beruf der Eltern, die Konfession oder auch der Bildungshintergrund eine Rolle spielen.
25 % aller Stipendien werden über die 13 Begabtenförderungswerke vergeben. Häufig stehen diese im Zusammenhang mit Organisationen, die bestimmte Weltbilder oder ideelle Werte verfolgen. Die Voraussetzungen für die Vergabe der Stipendien variieren untereinander stark.
Hinter dem Deutschlandstipendium stehen zu gleichen Teilen der Bund sowie private Stifter. Der Stipendiat erhält über zwölf Monate einen Zuschuss von 300 Euro monatlich. Das Bewerbungsverfahren und die Voraussetzungen sind abhängig von der Hochschule. Meistens orientieren sich die Kriterien aber an den herausragenden Leistungen und dem gesellschaftlichen Engagement des Stipendiaten sowie hochschulinternen Voraussetzungen. 2019 haben 28.159 Studenten eine Förderung über das Deutschlandstipendium erhalten. Die Gesamtfördersumme betrug in dem Jahr insgesamt über 29 Millionen Euro.
Eine weitere Art des Stipendiums ist die Erasmus-Förderung bei Auslandsaufenthalten. Hier erhalten Studenten bis zu 12 Monate lang zwischen 262 Euro und 368 Euro monatlich. Gefördert werden sowohl Bachelor- als auch Masterstudiengänge sowie Auslandssemester während der Promotion.

### Studienfonds
(Siehe auch Bildungsfonds)
Eine weitere Finanzierungsmöglichkeit sind Studienfonds. Studenten haben die Möglichkeit einmalige und auch monatliche Zahlungen über die Dauer ihres Studiums zu erhalten. Anders als bei einem Studienkredit ist die spätere Rückzahlung der Finanzierung einkommensabhängig. Das bedeutet, dass die Studenten mit Eintritt ins Berufsleben über einen festgelegten Zeitraum einen prozentualen Anteil ihres Einkommens in den Studienfonds zurückzahlen. Außerdem haben die meisten Anbieter bestimmte Mechanismen eingebaut, um die Studenten vor einer Überschuldung zu schützen. So gibt es in vielen Fällen zum Beispiel ein Mindesteinkommen, bei dem die Rückzahlung erst startet.
Private oder institutionelle Anleger investieren in den Studienfonds und damit in die Ausbildung von Studenten. Diese erhalten über die Studiendauer finanzielle Unterstützung, Coachings und bekommen ein Netzwerk an Firmen geboten. Am Ende des Studiums, mit dem Einstieg in das Berufsleben, zahlen die Studenten einen festgelegten Anteil ihres Einkommens über einen bestimmten Zeitraum in den Fonds zurück. Zum einen erhalten die Investoren aus den Rückzahlungen ihre Renditen. Zum anderen fließt das Geld wieder zurück in den Kreislauf, so dass das Studium der nachkommenden Studentengeneration finanziert werden kann.
Die verschiedenen Studienfonds haben unterschiedliche Kriterien für ihre Studienfinanzierung. Die Anbieter „Brain Capital“ und „Chancen eG“ finanzieren die anfallenden Studiengebühren. Die „Deutsche Bildung AG“ finanziert neben Studiengebühren auch Lebenshaltungskosten oder andere Ausgaben, die im Zusammenhang mit dem Studium stehen.

## Studienfinanzierung in Österreich
In Österreich gibt es einige Formen der Studienfinanzierung, die von den anderen deutschsprachigen Ländern abweichen. Studierende können Studienbeihilfe beantragen. Die Studienbeihilfe beträgt aktuell etwa 700 bis 1500 Euro.
Ebenfalls einzigartig ist die Möglichkeit, ein Selbsterhalterstipendium zu erhalten. Das Selbsterhalterstipendium ist unabhängig vom Einkommen der Eltern, erfordert aber gesonderte Voraussetzungen. Beide Finanzierungsmöglichkeiten sind auch für Ausländer verfügbar.
Studenten, die sich am Ende ihres Studiums befinden, können ein Studienabschlussstipendium beantragen. Das Studienabschlussstipendium besitzt den Vorteil, dass man neben dem Erfüllen diverser Voraussetzungen lediglich an einer statistischen Erhebung des Bundes bzw. der Studienbeihilfebehörde teilnehmen muss. Beendet man das Studium jedoch nicht in der vereinbarten Zeit, so muss man alle Leistungen zurückzahlen.

## Studienfinanzierung in der Schweiz
Zur Situation in der Schweiz kann auf die Zahlen des Bundesamtes für Statistik verwiesen werden. So wurden 2005 die Einnahmen der Studierenden letztmals erhoben und verschiedene Indikatoren wie Hochschultyp, soziale Herkunft oder Alter lassen Rückschlüsse auf die unterschiedlichen Finanzierungssituationen zu. Insgesamt betrugen die monatlichen Einnahmen der Studenten im Durchschnitt 1750 Franken, wovon nur 6,3 % oder rund 110 Franken aus Stipendien oder Darlehen stammten. Etwas mehr als die Hälfte des Einkommens waren familiäre Zuwendungen und weitere 40 % kamen durch eigene Erwerbstätigkeit hinzu. Andere Finanzierungsquellen, wie zum Beispiel Waisenrente, privates Bankdarlehen oder andere Ersparnisse, nahmen einen geringen Stellenwert ein.